# Metacullia bergi
Metacullia bergi är en fjärilsart som beskrevs av Köhler 1952. Metacullia bergi ingår i släktet Metacullia och familjen nattflyn. Inga underarter finns listade i Catalogue of Life.